# 名前はとうに失われた
『名前はとうに失われた』（なまえはとうにうしなわれた）は、長浜幸子による日本の漫画作品。創美社発行（集英社発売）の『月刊Office YOU』にて2009年3月号から連載されていた。単行本は全2巻。

## あらすじ
かつてヨーロッパ貴族の間を転々としたアンティークの香水瓶。特に名もない香水瓶は巡り巡って日本のアンティークショップへ辿り着き、再び様々な人に買われ、贈られしていく。香水瓶が見た人々の人生が描かれる。

## 登場人物
橘 孝太郎（たちばな こうたろう）
私立探偵。29歳。元刑事。刑事時代の伝手で広い人脈を持つ。
本作の連載終了後、橘を主人公とした「探偵事務所」の連載が同誌で始まった。
丸井 映二（まるい えいじ）
橘の助手。20歳。童顔。
近衛（このえ）
アンティークショップ経営者。橘と同級生。ゲイ。

## 書誌情報
- 長浜幸子 『名前はとうに失われた』 《集英社（創美社）・オフィスユーコミックス》 全2巻
  1. 2009年5月発行、ISBN 978-4-420-15180-1
  2. 2009年9月発行、ISBN 978-4-420-15189-4